# Sophia Lillis
Sophia Lillis (Nueva York, Nueva York; 13 de febrero de 2002) es una actriz y modelo estadounidense conocida por su interpretación de Beverly Marsh en la película It y su secuela y por interpretar a Sydney Novak en la serie Esta mierda me supera de Netflix.

## Biografía
Sophia Lillis nació el 13 de febrero de 2002 en Brooklyn, Nueva York.
Tiene un hermano mellizo llamado Jake y un hermanastro llamado Philip. 
Sus padres se divorciaron cuando ella era una niña, y actualmente vive con su madre, Juliana y su padrastro, Christopher, quien despertó su interés por la interpretación.

## Carrera
Sophia Lillis comenzó a actuar cuando tenía siete años, tomando clases en el Lee Strasberg Theatre and Film Institute. Su primera aparición en un producto fílmico fue en el cortometraje denominado Virgil Day's Off en 2009, dirigido por su propio padrastro, Christopher Mellevold. Posteriormente, interpretó el rol de Addie en el cortometraje conocido como The Lipstick Stain en 2013. Debutó como actriz en un largometraje, en 2014 con la película A Midsummer Night's Dream y más tarde apareció en 2016 en la película 37 como Debbie Bernstein. Aunque empezó realmente a ser reconocida a partir de 2017, por su interpretación en la película de terror It, adaptación de la novela del mismo nombre de Stephen King, dirigida por Andy Muschietti, en la que interpreta a Beverly Marsh, uno de los personajes principales.
Sophia Lillis fue elegida para aparecer en la serie de televisión Sharp Objects de la cadena HBO, donde interpretó a la versión joven de Camille Preaker, interpretada por Amy Adams como adulta. En 2020 protagonizó la serie Esta mierda me supera, estrenada en febrero en Netflix, la cual fue cancelada el 21 de agosto del mismo año debido a la pandemia por coronavirus.

## Filmografía

### Cine
| Año  | Título                                  | Papel            | Notas |
| ---- | --------------------------------------- | ---------------- | ----- |
| 2014 | A Midsummer Night's Dream               | Niña ruda        |       |
| 2016 | 37                                      | Debbie Bernstein |       |
| 2017 | It                                      | Beverly Marsh    |       |
| 2019 | Nancy Drew and the Hidden Staircase     | Nancy Drew       |       |
| 2019 | It Chapter Two                          | Beverly Marsh    |       |
| 2020 | Uncle Frank                             | Beth Bledsoe     |       |
| 2020 | Gretel & Hansel                         | Gretel           |       |
| 2023 | Dungeons & Dragons: Honor Among Thieves | Doric            |       |
| 2023 | Asteroid City                           | Shelly           |       |

### Televisión
| Año  | Título                  | Papel                   |
| ---- | ----------------------- | ----------------------- |
| 2018 | Sharp Objects           | Camille Preaker (joven) |
| 2020 | I Am Not Okay with This | Sydney Novak            |

### Videos musicales
| Año  | Artista          | Título                |
| ---- | ---------------- | --------------------- |
| 2017 | The War on Drugs | Nothing to Find       |
| 2017 | Sia              | Santa's Coming for Us |

### Cortometrajes
| Año  | Título             | Director              | Papel    |
| ---- | ------------------ | --------------------- | -------- |
| 2009 | Virgil's Day Off   | Christopher Mellevold | Beatrice |
| 2014 | The Lipstick Stain | Dagny Looper          | Addie    |
| 2016 | The garden         | Natalia Iyudin        | Luc      |
| 2017 | Tiny Mammals       | Dagny Looper          | Sophia   |

## Premios
| Año  | Premio                | Categoría                                                              | Trabajo nominado | Resultado | Ref. |
| ---- | --------------------- | ---------------------------------------------------------------------- | ---------------- | --------- | ---- |
| 2018 | MTV Movie & TV Awards | MTV Movie Award al Mejor Dúo en la Pantalla (compartido con el elenco) | It               | Ganadora  |      |
| 2018 | MTV Movie & TV Awards | Mejor Actuación Asustada                                               | It               | Nominada  |      |
| 2018 | Teen Choice Awards    | Mejor Actriz Revelación en una Película                                | It               | Nominada  |      |
| 2018 | Teen Choice Awards    | Teen Choice Award for Choice Movie ’Ship                               | It               | Nominada  |      |